# Wilhelm Büchner (Apotheker)

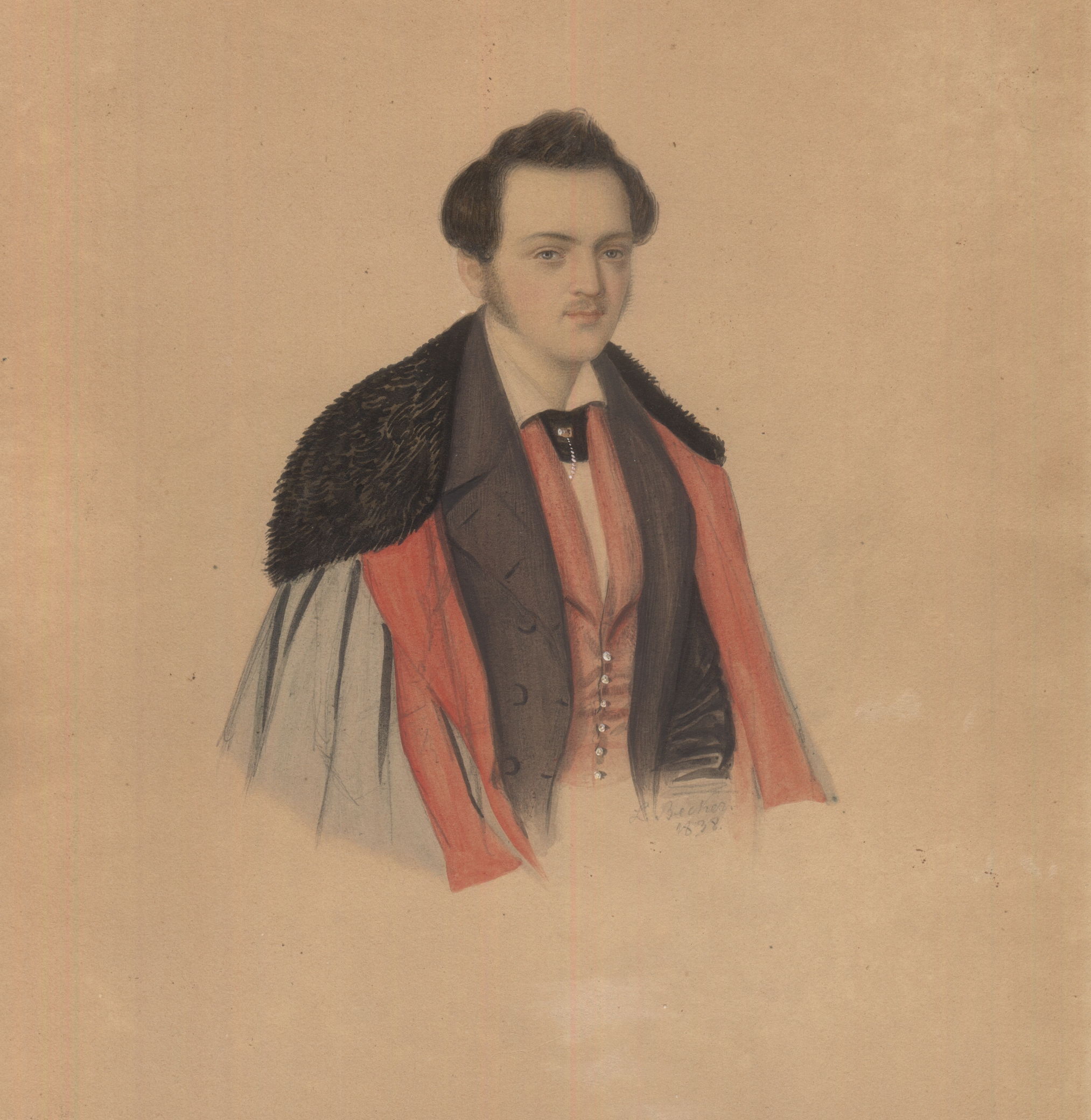
Wilhelm Büchner (um 1840)

Wilhelm Ludwig Büchner (* 2. August 1816 in Stockstadt am Rhein; † 14. Juli 1892 in Pfungstadt) war Apotheker, Fabrikant und Politiker. Er war der Bruder der prominenten Persönlichkeiten Alexander, Georg, Luise, Ludwig und Mathilde Büchner.

## Leben
Wilhelm nahm leidenschaftlich Anteil am Schicksal Georgs, der als Mitverfasser des „Hessischen Landboten“, einer aufrührerisch-frühsozialistischen Kampfschrift, das absolutistisch regierte Darmstadt durch Flucht verlassen musste. Wilhelm soll sich am Tag der Flucht im Februar 1835 an Georgs Stelle verhaften und verhören haben lassen und die Flucht so erst ermöglicht haben. Aus seinem Exil richtet Georg einen ausführlichen Brief an den Bruder.
Wilhelm besuchte das Gymnasium in Darmstadt und beendete noch 1834  die Apothekerlehre in Zwingenberg, 1836/1837 studierte er in Heidelberg bei Leopold Gmelin, einem der Begründer der modernen Chemie. 1838/1839 setzte er seine Studien in Gießen bei Justus von Liebig fort und legte dort sein Staatsexamen als Apotheker ab.
1841 gründete er – zunächst im Garten seines Elternhauses in der Darmstädter Grafenstraße – eine kleine chemische Fabrik. Büchner experimentierte mit der Herstellung künstlicher Farbstoffe. Er kannte die Arbeiten des Alchimisten Johann Konrad Dippel und von Christian Gottlob Gmelin. Büchner gelang eine Vereinfachung in der Produktion künstlicher blauer Farbe, des Ultramarin. Das erste gelungene Ergebnis seiner Experimente soll er mit den Worten „da haben wir die Million“ glühend heiß auf den Mahagonitisch seiner Mutter gelegt haben. Bereits 1845 verlegte er die Produktion auf das Gelände der ehemaligen Krappfabrik in Pfungstadt. Wilhelm Büchner hatte im Februar 1845 im holländischen Gouda seine Cousine Elisabeth Büchner geheiratet und die erhebliche Mitgift in das Unternehmen eingebracht. Die Anbahnung des Grundstücksgeschäftes übernahm der befreundete Darmstädter Emanuel Merck.
Die blaue Farbe, die als Farbstoff und zum Bleichen von Wäsche benutzt wurde, hatte Abnehmer in der gesamten Welt, das Unternehmen erhielt für die Qualität der Produkte zahlreiche Medaillen und Auszeichnungen, unter anderem bei der Pariser Weltausstellung. Mit dem Aufstieg des Unternehmens stieg auch Büchners Wohlstand, 1863 wurde der Grundstein für eine Villa nach den Plänen des Darmstädter Architekten Balthasar Harres gelegt (Pfungstadt). Als die politischen Verhältnisse es zuließen, errichteten die Brüder Ludwig und Wilhelm ihrem Bruder Georg in Zürich eine angemessene Grabstätte, den alten Grabstein platzierte Wilhelm in seinem Garten.
Von 1849 bis 1850 war Büchner für den Wahlkreis Zwingenberg Abgeordneter in der zweiten Kammer der Landstände des Großherzogtums Hessen, 1852 wurde er zum Mitglied der „Academie nationale agricole, manufacturière et commerciale“. 1862/1866 und erneut von 1872 bis 1881 vertrat er die Wahlkreise Wald-Michelbach, später Gernsheim im hessischen Landtag. Von 1877 bis 1884 war er Mitglied des Reichstages in Berlin. Dort vertrat er den Wahlkreis Großherzogtum Hessen 4 (Darmstadt - Groß-Gerau) und gehörte zur Fraktion der Fortschrittspartei. Er gehörte den Liberalen an. Bekannt ist sein Widerstand gegen Otto von Bismarck, insbesondere gegen die „Verstaatlichung“ der sozialen Fürsorge und sein Einsatz für die Volksbildung. 1878 war er gegen die Sozialistengesetze.

Wilhelm Büchner (um 1885)

1878/1879 gehörte er zu den Gründungsmitgliedern des Vereins zur Förderung des Wohles der Arbeiter „Concordia“, einem Zusammenschluss von fortschrittlichen Industriellen und Politikern, der erheblichen Einfluss auf die Sozialgesetzgebung nahm.
In Pfungstadt wirkte er viele Jahre als Gemeindevertreter. Die Gründung des ersten Kindergartens, der „zweiklassigen Kleinkinderschule“ von 1868 hat er veranlasst. 1870 richtet das Ehepaar Büchner anlässlich seiner Silberhochzeit einen „Pensionsfonds für Arbeitsinvalide“ ein, der später in eine Betriebskrankenkasse umgewandelt wurde.
Die Eröffnung der „Secundärbahn“ nach Eberstadt 1886 (Pfungstadtbahn), mit der ihm und seinem Freund, dem Bierbrauer Justus Hildebrand, der Export erheblich erleichtert wurde, war wesentlich seinem Einsatz zu verdanken, ebenso wie die damit verbundene Erhebung Pfungstadts zur Stadt im gleichen Jahr.
1882 übergab Büchner die Leitung des Unternehmens seinem Sohn Ernst, 1890 gliederte Ernst den Pfungstädter Betrieb in die Firma „Vereinigte Ultramarinfabriken“ ein. Die Gründung dieses Gemeinschaftsunternehmens war die Reaktion auf die aufkommende „Erdölchemie“, deren weiterer Aufschwung schließlich 1893 das Erlöschen der Firma zur Folge hatte. Wilhelm Büchner war kurz zuvor, am 14. Juli 1892, in Pfungstadt gestorben.
Am 15. Februar 2008 gab sich die „Private FernFachhochschule (PFFH) Darmstadt“ in Pfungstadt anlässlich ihres zehnjährigen Bestehens den Namen „Wilhelm Büchner Hochschule“.